# 格奥尔格斯贝格
格奥尔格斯贝格是奥地利施蒂利亚州德意志兰茨贝格县的一个市镇。总面积13.44平方公里，总人口1449人，人口密度107.8人/平方公里（2001年）。